# Teodorico I de Lusacia
Teodorico II (en alemán: Dietrich, Dietrich I. (Lausitz); h. 990-19 de noviembre de 1034) fue margrave de Lusacia desde 1032 hasta 1034, el primero de la dinastía Wettin.

## Biografía
Era el único hijo del conde Dedo I de Wettin (h. 950-1009) y su esposa Tietburga, una hija del conde Teodorico de Haldensleben, el primer margrave de la Marca del Norte. Teodorico era por lo tanto nieto del genearca Wettin, Teodorico I.
En la Navidad de 1009, después de que su padre fuera asesinado en una fiera lucha con el margrave Werner de la Marca del Norte, Teodorico fue investido con el condado de Wettin en el Hassegau sajón (gobernó como Teodorico II) por el rey Enrique II de Alemania en Pöhlde. Desde 1015, también aparece como conde en el vecino Schwabengau. A la muerte de su tío Federico I, que había muerto sin descendencia masculina en 1017, heredó Eilenburg y Brehna. En 1018, Teodorico y su cuñado, el margrave Germán I de Meissen actuaron como testigos cuando se concertó la Paz de Bautzen entre el emperador Enrique II y el gobernante piasta Boleslao I el Bravo, terminó la larga guerra germano-polaca.
Desde 1029, el emperador Conrado II de nuevo emprendió la guerra contra Polonia. El hijo y sucesor de Boleslao, Miecislao II perdió Lusacia y finalmente tuvo que renunciar a sus pretensiones en el tratado de Merseburgo de 1033. Según las cronistas de Annalista Saxo, Teodorico tuvo un papel clave en la campaña del emperador y, a su vez, sucedería como margrave de Lusacia a Odón II en 1032. Sin embargo, se ganó el odio de su cuñado Ecardo II de Meissen y fue muerto por sus partidarios, a partir de entonces Ecardo se convirtió en su sucesor en Lusacia. 
Las posesiones de Teodorico se dividieron entre sus hijos. Como conde de Eilenburg, le sucedió su hijo mayor, Dedo, quien también se convirtió en margrave de Lusacia a la muerte del margrave Ecardo II de Meissen en 1046.

## Matrimonio y descendencia
Teodorico I de Wettin se casó con Matilde, hija del margrave Ecardo I de Meissen. Tuvieron siete hijos:
- Dedo (h. 1010-1075) el hijo mayor, quien eventualmente se convirtió en su sucesor como margrave de Lusacia.
- Federico (h. 1020-1084), elegido obispo de Münster en 1063.
- Timo (h. 1034 - h. 1101), conde de Wettin.
- Gerón (h. 1020-1089), conde de Brehna.
- Conrado (m. 1040), conde de Camburg.
- Rikdag
- Ida (Hidda), se casó con el duque Spytihněv II de Bohemia.

## Literatura
- Detlev Schwennicke. Europäische Stammtafeln: Stammtafeln zur Geschichte der Europäischen Staaten, Neue Folge ("European Family Trees: Family Trees for the History of European States, New Series"), Marburg, Germany: J. A. Stargardt
- Stefan Pätzold. Die frühen Wettiner - Adelsfamilie und Hausüberlieferung bis 1221. Köln, Weimar, Wien, 1997. ISBN 3-412-08697-5